# Anthony Fontana
Anthony William Fontana (* 14. Oktober 1999 in Newark, Delaware) ist ein US-amerikanischer Fußballspieler.

## Karriere

### Verein
Fontana begann seine Karriere bei Philadelphia Union. Im Juli 2016 debütierte er für das Farmteam Bethlehem Steel FC in der USL, als er am 15. Spieltag der Saison 2016 gegen den FC Cincinnati in der 73. Minute für Fred eingewechselt wurde. Bis Saisonende kam er zu acht Einsätzen für Bethlehem. In der Saison 2017 kam er zu elf Einsätzen in der USL. Zur Saison 2018 rückte er in den Kader von Philadelphia Union. Sein Debüt in der MLS gab er im März 2018, als er am achten Spieltag jener Saison gegen New England Revolution in der Startelf stand und in der 66. Minute durch Jay Simpson ersetzt wurde. In jenem Spiel, das Philadelphia mit 2:0 gewann, erzielte Fontana auch sein erstes Tor in der MLS. In der Saison 2018 kam er zu fünf Einsätzen in der MLS, zudem kam er zu 15 Einsätzen für Bethlehem in der USL. In der Saison 2019 kam er auch acht Einsätze in der MLs, für das Farmteam kam er in jener Saison zu 14 Einsätzen. Anschließend spielte er fest für United und absolvierte auch seine ersten Spiele in der CONCACAF Champions League. Nach der Saison 2021 wurde Fofanas Vertrag allerdings nicht verlängert und so wechselte er kurze Zeit später Anfang 2022 zum italienischen Zweitligisten Ascoli Calcio. Dort bestritt er innerhalb eines Jahres lediglich zwei Ligaspiele, woraufhin er den Verein Anfang 2023 wieder verließ. Im März 2023 schloss er sich dem niederländischen Zweitligisten PEC Zwolle an, mit dem er am Saisonende in die Eredivisie aufstieg.

### Nationalmannschaft
Fontana nahm 2018 mit der US-amerikanischen U-20-Auswahl an der CONCACAF-Meisterschaft teil und gewann diese. Der Mittelfeldspieler kam während des Turniers zu zwei Einsätzen und erzielte dabei vier Tore.

## Erfolge
- CONCACAF U-20-Meister: 2018
- MLS-Supporters’-Shield-Sieger: 2020